# Stephens County, Oklahoma
Stephens County är ett administrativt område i delstaten Oklahoma, USA, med 45 048 invånare. Den administrativa huvudorten (county seat) är Duncan. 

## Geografi
Enligt United States Census Bureau så har countyt en total area på 1 852 km². 1 745 km² av den arean är land och 106 km² är vatten.

### Angränsande countyn
- Grady County - nord
- Garvin County - nordost
- Carter County - sydost
- Jefferson County - syd
- Cotton County - sydväst
- Comanche County - nordväst